# Épopée bambara de Ségou
 (décembre 2024).
Si vous disposez d'ouvrages ou d'articles de référence ou si vous connaissez des sites web de qualité traitant du thème abordé ici, merci de compléter l'article en donnant les références utiles à sa vérifiabilité et en les liant à la section « Notes et références ».
L’épopée bambara de Ségou (ou geste de Ségou) est une épopée bambara composée en bamanankan (bambara, langues mandées) au XIXe siècle en Afrique de l'Ouest et transmise par la tradition orale puis également par écrit. Elle livre une version légendaire de l'histoire du royaume bambara de Ségou (ou empire bamana) qui s'étendait sur le territoire de l'actuel Mali de la fin du XVIIe siècle jusqu'en 1861.

## Synopsis
L'épopée suit l'histoire du royaume bambara de Ségou à travers leur dynastie régnante, les Diarra, dont le fondateur est Ngolo Diarra, qui a pour fils Monzon Diarra. Da Monzon Diarra, petit-fils de Ngolo Diarra, tient une place importante dans l'épopée, en particulier pour le siège qu'il livre à la ville ennemie de Dionkoloni, ville du royaume bambara du Kaarta, où règne le roi Marihéri.

## Principales versions, transcriptions et traductions
Outre les griots mentionnés plus bas, un griot connu pour sa maîtrise de l'épopée de Ségou est Bazoumana Sissoko (c. 1890-1987).
Dans le domaine francophone, la première transcription écrite d'une version orale de l'épopée de Ségou est réalisée par la chercheuse belge Lilyan Kesteloot, qui publie en 1972 la traduction française d'une version recueillie auprès de deux griots, Kéfa Diabaté et Sissoko Kabiné, ainsi que de deux épisodes fournis par Amadou Hampâté Bâ. Une édition bilingue bambara-français d'une version recueillie auprès de plusieurs autres griots est publiée par Gérard Dumestre en 1979. Une version plus historique est donnée par l'historienne malienne Adame Ba Konaré en 1987. En 2008, la version du griot malien Daye Baba Diallo est traduite par Ismaïla Samba Traoré.
Dans le domaine anglophone, une traduction anglaise est réalisée par David Conrad en 1990.

## Postérité et adaptations

### Littérature
L'écrivaine française Maryse Condé a publié en 1984 un roman historique, Ségou, qui retrace la fin du royaume bambara de Ségou.
En 1985 est créée une pièce de théâtre, La Geste de Ségou, écrite par Gérard Dumestre et Amadou Hampâté Bâ et mise en scène par Philipe Dauchez, d'après l'épopée bambara. Y joue notamment Adama Traoré qui incarne Simbalan. 
En 2002 est créée une autre pièce de théâtre inspirée de l'épopée, Segu Fassa (la Geste de Ségou), où joue notamment le rappeur malien Lassy King Massassy.

### Cinéma et télévision
En 1989, le malien Mambaye Coulibaly s'inspire d'un épisode de l'épopée de Ségou dans le court métrage d'animation dont il est à l'origine mais réalisé et animé par Jean Manuel Costa La Geste de Ségou.
Une partie de la geste de Da Monzon Diarra a été adaptée en film par le réalisateur malien Sidy Fassara Diabaté sous le titre Da Monzon, la conquête de Samanyana en 2011.
Une série télévisée malienne, Les Rois de Ségou, réalisée par Boubacar Sidibé en 2010, relate en 21 épisodes l'histoire du royaume de Ségou en s'appuyant notamment sur l'épopée transmise par la tradition orale,.

## L’Épopée bambara de Segou

### Résumé de l’épopée
L’épopée décrit les rivalités historiques entre le royaume de Ségou et celui de Kaarta, souvent décrits comme des “frères ennemis”. Ces conflits prennent une place centrale dans le récit.
Après la conquête de villes majeures telles que Kouroussa, Djenné et Tombouctou, le royaume de Ségou, sous le règne de Biton Mamary Coulibaly, engage une lutte prolongée contre le Kaarta. Les nombreuses batailles entre ces royaumes sont dominées par la figure de Da Monzon, roi de Ségou, qui joue un rôle clé dans cette guerre.
Le premier conflit majeur oppose Da Monzon à Dietekoro, roi du Kaarta. La source de cette querelle réside dans le refus de Dietekoro de donner sa fille en mariage à Da Monzon. Ce dernier est perçu comme un captif en raison de son ascendance : son grand-père, Ngolo Diarra, avait été esclave du roi de Ségou, Biton Coulibaly. Le Kaarta finit par être vaincu grâce à une ruse impliquant une femme.
Un second conflit éclate entre Da Monzon et Karta Tiéma, un chef local du Kaarta. Après la soumission du Kaarta au statut de province tributaire de Ségou, Karta Tiéma décide de se rebeller. Il envoie un messager insulter Da Monzon, qualifiant d’humiliant pour son peuple de se soumettre à un ancien captif. En réponse à cet affront, Da Monzon prépare son armée pendant trois mois, mobilisant 5 000 cavaliers et 3 000 fantassins armés de fusils. Cette armée marche sur le Kaarta, déclenchant une guerre brutale. C’est grâce au guerrier peul Hambodédio que Karta Tiéma est capturé. Cependant, les circonstances de sa mort restent mystérieuses.

### Analyse
L’épopée Bambara de Ségou met en avant les victoires du royaume de Ségou sur le Kaarta, tout en soulignant sa domination. Les récits de ces conflits semblent enracinés dans un besoin de réparer une dignité blessée, liée au passé de captivité de Ngolo Diarra, l’ancêtre de Da Monzon.
Le refus initial de reconnaître la souveraineté de Ségou par le Kaarta est lié à cette origine sociale perçue comme inférieure. Ce contexte explique la volonté de Karta Tiéma d’humilier Da Monzon dans sa propre cour, et les efforts de ce dernier pour rétablir l’honneur de son royaume à travers des guerres de conquête.

### Signification historique
Cette épopée illustre les tensions politiques et sociales entre les royaumes ouest-africains, tout en reflétant les dynamiques de pouvoir et les enjeux d’honneur dans la tradition orale bambara. Elle reste un témoignage précieux de l’histoire et de la culture du Mali précolonial.

### Éditions de l'épopée de Ségou
- Gérard Dumestre (éd.), La Geste de Ségou, racontée par des griots bambara, traduite et éditée par Gérard Dumestre, Paris, Armand Colin, Classiques africains, 1979.  (Édition bilingue bambara-français.)
- Sissoko Kabinè, La Prise de Dionkoloni : épisode de l'épopée bambara, raconté par Sissoko Kabinè, recueilli par Lilyan Kesteloot, édité par Gérard Dumestre et Lilyan Kesteloot, avec la collaboration de J.-B. Traoré, Paris, Armand Colin, 1975. (Édition bilingue bambara-français.)
- Lilyan Kesteloot, Amadou Traoré et Jean-Baptiste Traoré, L'Épopée bambara de Ségou, Paris, Nathan, 1972 (rééd. L'Harmattan, 1993 ; Orizons, 2010). (Traduction française seule.)
- Adame Ba Konaré, L'Épopée de Ségou. Da Monzon, un pouvoir guerrier, P.-M. Favre, 1987.
- Daye Baba Diallo, Chroniques de Ségou. Livre I : Le destin fabuleux de N'Golo Diarra, édité, traduit et commenté par Ismaïla Samba Traoré, Paris—Bamako, L'Harmattan—La Sahélienne, 2008.

### Études savantes et articles
- Bassirou Dieng et Lilyan Kesteloot, Les épopées d'Afrique noire, Paris, Karthala—Unesco, 1997 (rééd. 2009), 626 p.
- Lilyan Kesteloot, Le Mythe et l'histoire dans la formation de l'Empire de Ségou. Avec un récit (Biton Kulibali ka masala = L'Histoire de Biton Koulibaly) de Tairou Bembera ; transcrit par Mamadou Boldié Diarra, Dakar, Institut Fondamental d'Afrique Noire, 1980.
- Valérie Marin La Meslée, « L'épopée de Ségou : le royaume bambara conquérant », article dans L'Âme de l'Afrique, Le Point références n°42, novembre-décembre 2012, p. 48. (Article de vulgarisation et court extrait.)